# Lucie Hrozová
Lucie Hrozová (* 30. října 1988, Děčín) je česká horolezkyně a reprezentantka v závodním lezení, která patří mezi světovou elitu v lezení mixových a drytoolingových cest na skalách. Světových výkonů dosáhla i v závodním ledolezení, za svou kariéru získala 14 medailí ze Světového poháru. Získala tituly Mistryně České republiky ve všech pěti letních i zimních disciplínách závodního lezení. Věnuje se též lezení v horách od alpské klasiky po extrémní výkony v Alpách či Vysokých Tatrách převážně s Mirkem Matějcem, klasické túry leze také se svým otcem, trenérem a majitelem holešovické lezecké stěny, Liborem Hrozou starším. Její bratr Libor Hroza ml. patří mezi elitu v závodním lezení v disciplíně lezení na rychlost (speed climbing). Její nejsilnější stránkou je přelézání těžkých mixových cest na skalách. Je první ženou v historii, které přelezla cestu obtížnosti M14 a v roce 2016 překonala další historický mezník prvopřelezem nové cesty Saphira ve Vailu v USA, pro kterou navrhla obtížnost M15-.O toto přelomovém výstupu referovala nejdůležitější světová média. V roce 2014 natočil Jiří Reiner s Lucií 35minutový dokument "LUCKA aneb o cepínech, medailích a životě vůbec...". Za své výstupy na skalách a v horách získala řadu ocenění Výstupy roku Českého horolezeckého svazu a několikrát se umístila na druhém a třetím místě v anketě Horolezec roku, o svém lezení přednášela na mnoha horolezeckých festivalech nejen v Česku.

## Výkony a ocenění
- Výstup roku ČHS 2011 v kategorii Mixy a ledy sportovního charakteru za přelez cesty Law and Order M13+[4]
- Výstup roku ČHS 2012 v kategorii Mixy a ledy sportovního charakteru za přelez cesty Illuminati M11+, W6+[5]
- Výstup roku ČHS 2013 v kategorii Mixy a ledy sportovního charakteru za přelez cesty Ironman M14+[6]
- Výstup roku ČHS 2014 v kategorii Mixy a ledy sportovního charakteru za přelez cesty Jedi Master M11[7]
- Výstup roku ČHS 2015 v kategorii Mixy a ledy sportovního charakteru za přelez cesty Low G Man D14[8]

- anketa Horolezec roku 2011, 3. místo za přelez cesty Law and Order, M13+
- anketa Horolezec roku 2012, 3. místo
- anketa Horolezec roku 2013, 3. místo
- v anketě Horolezec roku 2015 získala 2. místo, za přelez cesty Low G Man, D14
- v anketě Sportovec MČ Praha 5 2018 (sportovec amatér), 1. místo[9]

### Ledové a mixové cesty
(nejvyšší stupně drytoolové D a mixové M klasifikace)
- Saphira M15-'[1], Vail, USA, prvopřelez projektu Stanley Vrby, nová nejtěžší mixová cesta Ameriky, nejtěžší cesta přelezená ženou a nejtěžší ženský prvopřelez v dosavadní historii, 2016
- Mustang M14-'[10], Vail, USA, přelezení nejtěžší mixové cesty Ameriky na první pokus, 2016
- Low G Man D14[11], 1. ženské opakování cesty a celkově druhý přelez, oblast Bus del Quai di Iseo v Itálii; nominace na Výstup roku i Horolezce roku 2015
- Jedi master M11, Valle d'Aosta, Cogne[12]
- Pray for power M13, Německo[13]
- Bafomet M14, Vysoké Tatry[14]
- Ironman M14, první ženský výstup cesty a vůbec první ženské přelezení cesty klasifikace M14[15], Eptingen, Švýcarsko, 2013
- Superman M13+, Eptingen, Švýcarsko
- Law and Order M13
- Illuminati, druhý ženský výstup v té době nejtěžší mixové cesty v Alpách, 2012[16]

### Sportovní výstupy na skalách
- 4× 8b

### Závodní výsledky
- největší počet medailí na MČR mezi ženami (8/3/1), zvítězila ve všech třech disciplínách

#### Mistrovství světa
- 2009: MS v lezení na rychlost (10m), 16. místo
- 2009: MS v lezení na rychlost (15m), 14. místo
- 2011: MS v ledolezení (obtížnost), 4. místo
- 2013: MS v ledolezení (obtížnost), 5. místo

#### Mistrovství Evropy
- 2008: ME v lezení na obtížnost 29.-30. místo
- 2008: ME v lezení na rychlost, 4. místo
- 2012: ME v ledolezení (obtížnost), 4. místo
- 2014: ME v ledolezení (obtížnost), 4. místo

#### Světový pohár
| Světový pohár ve sportovním lezení | Světový pohár ve sportovním lezení | Světový pohár ve sportovním lezení |
| Rok                                | 2008                               | 2009                               |
| ---------------------------------- | ---------------------------------- | ---------------------------------- |
| Rychlost                           | 21                                 | 14-15                              |
| jednotlivě*                        |                                    |                                    |

* poznámka: nalevo jsou poslední závody v roce
| Světový pohár v ledolezení | Světový pohár v ledolezení | Světový pohár v ledolezení | Světový pohár v ledolezení | Světový pohár v ledolezení | Světový pohár v ledolezení | Světový pohár v ledolezení | Světový pohár v ledolezení |
| Rok                        | 2008                       | 2009                       | 2010                       | 2011                       | 2012                       | 2013                       | 2014                       |
| -------------------------- | -------------------------- | -------------------------- | -------------------------- | -------------------------- | -------------------------- | -------------------------- | -------------------------- |
| Obtížnost                  | 11                         | 4                          | 5                          | 2                          | 4                          | 4                          | 6                          |
| jednotlivě* (1/3/8)        | 14,9,14                    | ,7,                        | 4,,4,9                     | ,,4,                       | ,4,,6,                     | 5,,6,,                     | 8,5,5,18,4                 |
|                            |                            |                            |                            |                            |                            |                            |                            |
| Rychlost                   | 13                         | —                          | 16-17                      | 14                         | —                          | —                          | —                          |
| jednotlivě* (0/0/0)        |                            | —                          | -,-,-,8                    | 4,-,-,-                    | —                          | —                          | —                          |

* poznámka: napravo jsou poslední závody v roce

#### USA
- 2016: Elite mixed climbing competitione Ouray, Colorado, mezinárodní závody v ledolezení, 1. místo[17]

#### Mistrovství České republiky
- 2007: MČR v boulderingu, 1. místo
- 2007: MČR v lezení na rychlost, 1. místo
- 2008: MČR v lezení na rychlost, 1. místo
- 2008: MČR v lezení na obtížnost, 1. místo
- 2010: MČR v drytoolingu (obtížnost), 1. místo
- 2010: MČR v lezení na rychlost, 1. místo
- 2011: MČR v ledolezení na rychlost, 1. místo
- 2013: MČR v lezení na rychlost, 1. místo
- 2014: MČR v ledolezení na rychlost, 1. místo
- 2014: MČR v lezení na rychlost, 1. místo
- 2015: MČR v ledolezení na rychlost, 1. místo

#### Český pohár
- 2011: ČP v lezení na obtížnost, 1. místo

#### Mistrovství Slovenska
- 2003: 1.-2. obtížnost, 1. rychlost[18]

## Filmografie
- Vojtěch Fröhlich: Z A do B (Česko, 2012, 20 minut)
- Jiří Reiner: LUCKA aneb o cepínech, medailích a životě vůbec... (Česko, 2014, 35 min)
- Všechnopárty (rozhovor 2017)